# Шешонк IV
Шешонк IV (Hedjkheperre-Setepenre Shoshenq-sibast-meryamun-netjerheqaon/heqaiunu) е фараон от Двадесет и втора династия на Древен Египет (Либийска или Бубастиска) през Трети преходен период на Древен Египет.

## Управление
Наследник (може би син) на Шешонк III, властва в Долен Египет, паралелно с 23-та династия в Горен Египет.
Управлението на Шешонк IV се отнася към 798 – 785 г. пр.н.е. Дълго време египтолозите са обозначавали като Шешонк IV наследникът на Педубаст I в Горен Египет (Шешонк VI, царувал малко по-рано). Съществуването на този фараон се утвърждава официално в науката след 1993 г. от находките в гробница NRT V на Шешонк III в Танис, където е погребан в анонимен саркофаг заедно с него.
Наследен е от Пами.